# Front de gauche - Fédération de la jeunesse communiste
Pour les articles homonymes, voir Front de gauche et Fédération de la jeunesse communiste.
La Front de gauche - Fédération de la jeunesse communiste (hongrois : Baloldali Front - Kommunista Ifjúsági Szövetség, prononcé [ˈbɒloldɒli ˈfront - ˈkommuniʃtɒ ˈifjuːʃaːgi ˈsøvɛtːʃeːg], BF-KISz) est un mouvement politique de jeunesse hongrois, affilié au Parti communiste ouvrier hongrois (Magyar Szocialista Munkáspárt), héritier de la Fédération de la jeunesse marxiste (Marxista Ifjúsági Szövetség), MISz).